# RQ-2 パイオニア
RQ-2 パイオニア
RQ-2B
- 用途：無人航空機(UAV)
- 分類：偵察機
- 製造者：AAIコーポレーション（英語版）
イスラエル・エアロスペース・インダストリーズ
- 運用者： アメリカ合衆国（海軍、海兵隊）
- 生産数：175機
- 運用開始：1986年
- 退役：2007年

RQ-2 パイオニア（Pioneer,英語で先駆者の意）はアメリカ合衆国のAAIコーポレーションとイスラエルのIAI - MAZLAT部門が共同開発した軍用の無人航空機である。アメリカ海軍、および海兵隊で運用されている。
アメリカ海軍は1986年から配備を開始し、始めは戦艦の射撃観測用として運用されていたが、現在では偵察、観測、捜索救難、心理作戦などさまざまな任務に使用されている。アメリカ海兵隊は1987年に配備を開始した。
離陸の方法は艦船の場合ロケット補助推進離陸、陸上の場合車載のカタパルトもしくは滑走して行う。任務終了後は大型のネットを使って回収される。
75ポンドのペイロードがあり、5時間の飛行が可能である。機体下にはEO/IRセンサーが搭載されており、撮影したアナログビデオ映像をCバンドLOSデータリンクによりリアルタイムで地上に送信することができる。
アメリカ海軍は旧式化したパイオニアの後継として、ノースロップ・グラマン製のヘリコプター型UAVであるMQ-8 ファイアスカウトを選定している。ファイアスカウトは2002年に初飛行したが、実戦配備には時間がかかるとして、パイオニアからの更新は2015年以降になるとされている。海兵隊のパイオニアは2007年頃からAAIコーポレーションで開発されたRQ-7 シャドウに更新されている。 

## 導入の背景
イスラエル国防軍は1970年代末期までに、リアルタイムで映像を配信可能な近代的な軍用無人航空機としてタディラン マスティフ・IAI スカウトを実用化していた。1982年のガリラヤの平和作戦 (レバノン侵攻)では、北部のベッカー高原におけるシリア軍の地対空ミサイルサイト制圧作戦であるモール・クリケット19作戦においてスカウトおよびマスティフを投入し、28基の地対空ミサイルサイトの発見および破壊に成功した。
この戦果によってイスラエル製偵察用無人航空機の有用性が証明され、アメリカ軍の興味を引くこととなった。1983年にアメリカ軍がレバノンに駐留して以降はその傾向が顕著となり、1984年にアメリカ海軍は無人偵察機開発の要求仕様の提示を行った。この要求に対して、スカウトを開発したIAIとマスティフを開発したタディラン電子工業、それぞれの無人機開発チームは協力して応じる事とし、IAIの無人航空機開発専門の部門としてMAZLATが誕生した（現在はMALATに名称変更）。
また、アメリカ軍は純粋な外国製の兵器導入には消極的であったため、新型機の開発にはアメリカの航空機関連企業であるAAIコーポレーションとの共同開発という形が取られることとなった。このような経緯でMAZLATとAAIコーポレーションにより共同開発された"パイオニア"はアメリカ軍の選定テストに合格し、1986年よりRQ-2 パイオニアとしてアメリカ海軍への部隊配備が行われることとなったのである。

## 実戦での運用
1991年の湾岸戦争で、戦艦「ミズーリ」が行ったファイラカ島への艦砲射撃後、本機が戦艦「ウィスコンシン」から発進し、投降するイラク兵を映し出したことは有名である。湾岸戦争後もボスニア、コソボ、イラク等で使用された。

## 形式
RQ-2A
最初の量産型。
RQ-2B
RQ-2Aが湾岸戦争で一定の評価を受けたことを受け、RQ-2Aの運用寿命を2000年代まで延ばす目的での改修作業が1994年頃に承認され、1999年頃までには改修が完了した。RQ-2Aのアナログ電子機器がデジタル機器に置き換えられるなどの改修がなされている。
RQ-2C
アメリカ海軍が後継機種として選定したMQ-8 ファイアスカウトの初期戦闘能力獲得に時間がかかると考えられたことから、2000年代に入って行われた改修で、エンジンの変更などが行われている。

## 運用国
アメリカ合衆国
- アメリカ海軍 - 1986年より導入。2015年以降、MQ-8 ファイアスカウトに更新。
- アメリカ海兵隊 - 1987年より導入。2007年以降、RQ-7 シャドウに更新。

## 性能
- 全長: 14フィート (4 m)
- 全高: 3.3フィート (1.0 m)
- 重量: 205kg (452ポンド)
- 翼幅: 16.9フィート (5.2 m)
- 最大速度: 110 knots (200 km/h)
- 航続距離: 5時間、185 km (100NM)
- 最高高度: 4600m (15,000 ft)
- 最大燃料搭載量: 44-47l
- ペイロード: Dual Sensor (12DS/POP-200/POP-300)

## 登場作品

### 漫画
『続・戦国自衛隊』
戦国時代へタイムスリップしたアメリカ海兵隊の装備として登場。「大坂の陣」にて使用され、ワスプ級強襲揚陸艦「エセックス」から発艦し、搭載するレーザー目標指示装置でM198 155mm榴弾砲から発射されるM712 カッパーヘッドを誘導する。

## 関連文献
- 楠山博康「第1次レバノン戦争の教訓が米軍の無人航空機開発に 及ぼした影響とその意義」『海幹校戦略研究』第19号、海上自衛隊幹部学校、39-55頁、2020年4月。 NAID 40022259310。